# جائزة نوبل للسلام 2019
جائزة نوبل للسلام لعام 2019  منحت اللجنة النرويجية لجائزة نوبل للسلام لرئيس  وزراء إثيوبيا آبي أحمد علي «لجهوده لتحقيق السلام والتعاون الدولي، وخاصة لمبادرته الحاسمة لحل النزاع الحدودي مع الجوار إريتريا.» من قبل لجنة نوبل النرويجية في 11 أكتوبر 2019. وحددت لجنة نوبل النرويجية الفائز الجديد أبي أحمد، من بين المرشحين بقوة الناشطة في مجال البيئة ومكافحة تغير المناخ السويدية غريتا تونبرج، والبيئي البرازيلي راؤني ميتوكتيري ،ومنظمة مراسلون بلا حدود التي تدعو إلى حرية المعلومات وحرية الصحافة. ليكون خليفة طبيب التوليد الكونغولي دينيس موكويغي والعراقية الأيزيدية نادية مراد، اللذان حصلا على الجائزة مناصفة السنة الماضية لأجل مكافحة أعمال العنف الجنسية. عن سماعه خبر نيل جائزة نوبل للسلام عبر آبي أحمد قائلاً.
| جائزة نوبل للسلام 2019 | "أشعر بالتواضع والسعادة ... شكرا جزيلا لكم. إنها جائزة تُمنح لأفريقيا ، تُمنح لإثيوبيا ، وأستطيع أن أتخيل كيف سيأخذ بقية قادة إفريقيا الأمر بشكل إيجابي للعمل على عملية بناء السلام في قارتنا. " | جائزة نوبل للسلام 2019 |

## لجنة نوبل
تم تكليف الأعضاء بمراجعة الترشيحات من سبتمبر من العام السابق إلى 1 فبراير واختيار الفائزين بالجائزة، تم تعيين أعضاء لجنة نوبل النرويجية الذين عينهم البرلمان في وقت الجائزة 2019 على النحو التالي:
- بيريت ريس أندرسن (رئيسة اللجنة، من مواليد 1954) ، محام ورئيس نقابة المحامين النرويجيين ، وزيرة الدولة السابقة لوزير العدل والشرطة (تمثل حزب العمل). عضو في لجنة نوبل النرويجية منذ عام 2012 ، أعيد تعيينه للفترة 2018-2023 ، التي عبرت مباشرة بعد الإعلان في مقابلة أجرها الصحافي المستقل كريستيان بورش مع بيريت ريس أندرسن، رئيس لجنة نوبل النرويجية بشأن جائزة نوبل للسلام لعام 2019.[7]

| جائزة نوبل للسلام 2019 | "نعتبر هذا أهم مساهمة في السلام في العام الماضي" | جائزة نوبل للسلام 2019 |

- هنريك سيس (نائب رئيس، من مواليد 1966) ، أستاذ باحث في معهد أبحاث السلام أوسلو. عضو في اللجنة منذ عام 2015 ، تم تعيينه للفترة 2015-2020.
- توربيورن ياغلاند (مواليد 1950) ، عضو سابق في البرلمان ورئيس ستورتينغ ورئيس الوزراء السابق لحزب العمل، الأمين العام الحالي لمجلس أوروبا. رئيس لجنة نوبل النرويجية من 2009 إلى 2015. عضو عادي حاليًا. عضو في اللجنة منذ عام 2009 ، أعيد تعيينه للفترة 2015-2020.
- آن إنجر (مواليد 1949) ، القائدة السابقة لحزب الوسط ووزيرة الثقافة. تم تعيينه للفترة 2018-2020.
- أسلي توجي (من مواليد 1974) ، باحث في السياسة الخارجية. تم تعيينه للفترة 2018-2023.